# Cemento dental
El cemento dental corresponde a un tejido óseo especial, sin irrigación ni inervación. Se compone en un 55% de hidroxiapatita cálcica y en un 45% de agua. Se restringe a la raíz del diente y en su región apical presenta los cementocitos, que lo elaboraron y que se encuentran en lagunas, similares a las de los osteocitos del hueso. Esta región del cemento se denomina cemento celular. La región coronal del cemento carece de cementocitos y se denomina cemento acelular. Ambos cementos presentan cementoblastos. Las fibras colágenas del ligamento periodontal (fibras de Sharpey) se encuentran embebidas en el cemento y se unen al alvéolo, fijando el diente al alvéolo.  El cemento se puede reabsorber por células del tipo de los osteoclastos, conocidas como odontoclastos. Este proceso se observa en la exfoliación (caída de los dientes deciduales).

## Cemento dental artificial
Los cementos dentales artificiales son biomateriales de amplio uso en la odontología. Su formación se basa en el endurecimiento químico (reacción ácido-base) entre dos materiales, generalmente un polvo(base) y un líquido(ácido), en un medio acuoso.
Las propiedades de cada tipo de cemento variaran según sus distintos componentes y sus diferentes preparaciones.
- Usos. Estos biomateriales son frecuentemente usados en odontología para protección dentino-pulpar, cementación temporal y definitiva, restauración temporal y definitiva y cementación quirúrgica, para protección de heridas

- Los requisitos ideales para estos biomateriales son
  - Biológicos (biocompatibilidad, inhibición de bacterias)
  - Mecánicos (resistencia compresiva, dureza superficial)
  - Físico-Químicos (disminución de la infiltración marginal, disminución de la infiltración iónica, disminución de la percolación,  transmisión térmica y eléctrica, neutralización de ácidos y liberación de flúor)

- Protección dentino-pulpar. Los materiales usados básicamente para la protección del órgano dentino-pulpar son:
  - Barnices: Son la solución de una resina natural o sintética disuelta en un solvente orgánico, como acetona, éter o cloroformo. Actualmente su uso ha ido reduciéndose cada vez más por la aparición de técnicas con mejores resultados y menores inconvenientes.
  - Bases cavitarias (liners): Suspensiones de un óxido u hidróxido en un solvente orgánico
  - Los barnices y los forros cavitarios se emplearon con la finalidad de reducir el paso de sustancias tóxicas de los materiales de restauración a través de los conductillos dentinarios y para "disminuir" la microfiltración.

- Bases: Cemento dental. Generalmente se usan para este fin: Cemento ionómero de vidrio, cemento fosfato de Zinc, cemento óxido de Zinc eugenol o cemento hidróxido de Calcio

- Cementación temporal y definitiva. Los cementos usados para cementación temporal y cementación endodóntica son: Cemento óxido de zinc eugenol y  cemento hidróxido de calcio.Los cementos usados para cementación definitiva son: Cemento vidrio ionomero y cemento fosfato de zinc.

- Restauración temporal y definitiva. El cemento usado para restauración temporal es cemento óxido de zinc eugenol. El cemento usado para restauración definitiva es generalmente cemento ionómero de vidrio tipo II de Mount.